# 约翰·永格伦
约翰·永格伦（瑞典語：John Ljunggren，1919年9月9日—2000年1月13日），瑞典男子田径运动员，主攻竞走。他曾代表瑞典参加1948年、1952年、1956年、1960年和1964年夏季奥林匹克运动会田径比赛，共获得一枚金牌、一枚银牌和一枚铜牌。